# Горан Петрович
Го́ран Пе́трович (серб. Горан Петровић; 1 липня 1961, Кралево — 26 січня 2024) — сербський письменник, член Сербської академії наук і мистецтв, лауреат літературних премій, редактор періодичних видань.

## Біографія
Народився та жив у місті Кралево в Центральній Сербії. Після закінчення гімназії вступив на філологічний факультет Белградського університету. Довгий час працював бібліотекарем у Жичі, що в общині Кралево, неподалік одної з найбільших святинь Сербії — Жичівського монастиря. Згадується як редактор видання «Службени гласник», на початок 2016 року залишався головним редактором часопису кралевської бібліотеки «Повеља».
З 2012 року член Сербської академії наук і мистецтв (САНМ).
Поряд із Мілорадом Павичем вважається одним із найважливіших сучасних авторів Сербії. Володар більш як десяти літературних національних премій, в тому числі найпрестижнішої НІН-ової нагороди за найкращий роман року. Учасник міжнародних літературних зібрань, зокрема, відвідував Форум видавців у Львові.

## Премії та нагороди
Сторінка автора на сайті САНУ містить такий перелік: Књижевна стипендија Фонда Борислава Пекића, Награда «Меша Селимовић», НИН-ова награда, «Виталова» награда, «Рачанска повеља», Октобарска награда Града Краљева, Награда Народне библиотеке Србије за најчитанију књигу, Награда «Борисав Станковић», Награда «Светозар Ћоровић», Награда «Иво Андрић», Награда «Лаза Костић»….

## Твори
В доробку автора є твори різних жанрів, сам він згадував, що писав поезії, та найбільш відомою є його проза. 1983 року було надруковане перше оповідання. З 1989 по 2016 вийшло декілька збірок оповідань, короткої прози, три романи, драма і кіноновела, загалом понад 40 тиражів. Найвідомішим є роман Ситничарница «Код срећне руке», який приніс авторові нагороду за найкращий роман 2000 року. За мотивами роману Опсада цркве Светог Спаса в народному театрі Сомбору режисер Кокан Младенович поставив однойменний спектакль.
- збірка Савети за лакши живот (Поради для полегшення життя, 1989)
- роман Атлас описан небом (Атлас, описаний небом, 1993)
- збірка Острво и околне приче (Острів та довколишні оповідання, 1996)
- роман Опсада цркве Светог Спаса (Облога церкви Святого Спаса, 1997)
- роман Ситничарница «Код срећне руке» (Крамничка «З легкої руки» 2000)
- збірка Ближњи (Ближні, 2002)
- збірка Све што знам о времену (2003)
- драма Скела (2004)
- збірка Разлике (Відмінності, 2006)
- кіно-новела Испод таванице која се љуспа (2010).

### Переклади іншими мовами
Твори Горана Петровича видавалися багатьма європейськими мовами: англійською, болгарською, іспанською, італійською, німецькою, польською, російською, французькою.
Українською виходили оповідання «Острів» («Антологія сербської постмодерної фантастики» С.Дам'янова, Львів: Піраміда) та низка оповідань у збірці «Острів та інші видіння» (Харків: Фоліо, 2007. — 320с.). До останньої ввійшли оповідання з найновішої на той час збірки «Разлике» (українською: Знайди й познач розбіжності), що стало першим їх перекладом з сербської. Автор під час презентації наголосив:
Особливо схвильований, що побачив свою книгу українською мовою. Кожен переклад є чи не особливим: один різновид енергії перетворюється в інший. Хоча дещо втрачається. Це як електрична енергія перетворюється у світлову.
Також у видавництві «Комора» вийшли романи Горана Петровича «Крамничка “З легкої руки”» (2017) та «Атлас, описаний небом» (2019).